# خانه وثقی
خانه وثقی مربوط به دوره قاجار است و در کاشان، بازار بزرگ، محله طمقا چیها واقع شده و این اثر در تاریخ ۷ مهر ۱۳۸۱ با شمارهٔ ثبت ۶۵۳۴ به‌عنوان یکی از آثار ملی ایران به ثبت رسیده است.